# Пейдж, Эрл
Сэр Эрл Кристмас Графтон Пейдж (8 августа 1880 — 20 декабря 1961) — австралийский политик, одиннадцатый премьер-министр страны.

## Биография
Эрл Пейдж родился в Графтоне, Новый Южный Уэльс, в семье Чарльза Пейджа и Энни Кокс. Он пятый из одиннадцати жетей в семье, его отец работал кузнецом. 
Учился в школе в Графтоне, а потом выиграл стипендию в школу в Сиднее. В 15 лет он окончил школу и поступил в Сиднейский университет. Он окончил университет по специальности медицина и работал в местном госпитале в операционной.
В 1903 году Пейдж вернулся в Графтон, основал там частную практику и открыл частный госпиталь, используя прогрессивные методики. В частности, у него был аппарат для рентгена, один и первых в штате. Помимо этого, у него была первый автомобиль в Графтоне.
В 1916 году Пейдж вступил в армейский медицинский корпус в качестве хирурга. Он работал в военных госпиталях Египта, Англии и Франции. После окончания службы он посетил Канаду и США, интересуясь проектами гидроэнергетики. Его не было около 15 месяцев. По возвращении, в 1918 году он стал мэром Саут-Графтона и запустил проект гидроэлектростанции Нимбойда (англ. Nymboida hydro-electric scheme).
В 1906—1958 годах Пейдж был женат на Этил Блант. У них было пятеро детей. После смерти первой жены он женился второй раз на Джин Томас. Это произошло в 1960 году.
Последние годы своей жизни Эрл Пейдж писал мемуары, которые вышли в 1963 году под названием «Truant Surgeon».

## Политическая карьера
В 1919 году при поддержке ассоциации фермеров Пейдж стал членом федерального парламента. В 1920 году он присоединился к сельской партии (Federal Country Party), а в 1921 году стал её лидером, занимая этот пост последующие 18 лет.
Некоторое время партия Пейджа не вступала в альянс с другими политическими силами. В частности, в 1922 году Пейдж отказался от альянса с Хьюзом, что привело к отставке последнего. Следующее правительство стало коалиционным правительством Брюса и Пейджа, в нём Пейдж был казначеем с 1923 по 1929 годы. За время работы этого правиттельства был принят план экономического развития страны в рамках британской империи, а также осуществлён перенос столицы в Канберру.
В 1934 году Пейдж и его сельская партия вствупили в коалицию с объединённой партией Австралии под руководством Джозефа Лайонса. Сам Пейдж занимал посты министра торговли и министра здравоохранения. В 1939 году Пейдж отказался работать под руководством Роберта Мензиса, он критиковал его за трусливую позицию во время Первой мировой войны, а также за политические манёвры, которые привели к сердечному приступу и смерти Лайонса. Жёсткая критика стоила политической карьеры Пейджу, 13 сентября 1939 году на посту лидера партии его сменил Камерон.
Пейдж ещё занимал министерские посты и оставался в парламенте вплоть до 1956 года.
За время своей работы в правительстве Пейдж неоднократно заменял премьер-министра. Это случалось в 1923, 1926, 1935 и 1937 годах. После смерти Лайонса Пейдж стал действующим премьер-министром, исполняя обязанности 18 дней.

## Оппозиция и правительство Лиона
Правительство Брюса-Пейджа потерпело сокрушительное поражение от лейбористов в 1929 году (когда Брюс потерял свое место), и Пейдж перешел в оппозицию. В 1931 году группа депутатов-диссидентов от лейбористской партии во главе с Джозефом Лайонсом объединилась с националистами, чтобы сформировать Партию «Объединенная Австралия» под руководством Лайонса. Лайонс и UAP получили правительство большинства на выборах 1931 года. Хотя Лайонс стремился сформировать коалицию с Деревенской партией, переговоры сорвались, и Лайонс предпочел править в одиночку — на сегодняшний день это последний раз, когда Деревенская/Национальная партия не имела постов в нелейбористском правительстве. Однако в 1934 году UAP пережила восьмиместный перевес, что вынудило Лайонса вернуть Деревенскую партию в свое правительство в виде полноценной коалиции. Пейдж стал министром торговли. Он был удостоен звания кавалера Большого креста ордена Святого Михаила и Святого Георгия в новогодние почести 1938 года. Он был единственным, кто был посвящен в рыцари, прежде чем стать премьер-министром.  

## Премьер-министр и последствия
Когда Лайонс внезапно скончался в 1939 году, генерал-губернатор лорд Гоури назначил Пейджа временным премьер-министром до тех пор, пока UAP не выберет нового лидера. Он занимал этот пост в течение трех недель, пока UAP не избрала бывшего заместителя лидера Роберта Мензиса своим новым лидером и, следовательно, премьер-министром. Пейдж был близок к Лайонсу, но не любил Мензиса, которого он публично обвинил в нелояльности Лайонсу. Пейдж связался со Стэнли Брюсом (сейчас в Лондоне в качестве верховного комиссара Австралии в Великобритании) и предложил уйти в отставку, если Брюс вернется в Австралию, чтобы добиваться переизбрания в парламент на дополнительных выборах на старое место Пейджа, а затем добиваться избрания в качестве лидера УАП. Брюс сказал, что он снова войдет в парламент только как независимый.
Когда Мензис был избран лидером UAP, Пейдж отказался служить под его началом и совершил необычайную личную атаку на него в Палате представителей, обвинив его не только в министерской некомпетентности, но и в физической трусости (за отказ поступить на военную службу во время Первой мировой войны). Однако вскоре его партия взбунтовалась, и Пейдж был свергнут с поста лидера Партии страны в пользу Арчи Камерона.